# 小倉舞子
小倉 舞子（おぐら まいこ、1998年6月3日 - ）は、日本の女性声優、アイドル。東京都出身。オスカープロモーション、青二プロダクション同時所属。elfin'メンバー。

## 略歴・人物
趣味は屋上めぐり、メイク・ヘアアレンジ。
2018年2月より美声女ユニット『elfin'』に厚地彩花と共に新メンバー候補生として加わった。2018年8月29日より正式に活動している。

## 出演
太字はメインキャラクター。

### テレビアニメ
- ねこねこ日本史（2018年 - 2019年、役人B、清水義高） - 2シリーズ

### 再現VTR
- 進研ゼミ高校講座『高１My Vision」進路特集』
- さんまの東大方程式勉強法ブロック再現VTR

### 配信番組
- 美声女ホームルーム♪
- オールナイトニッポンi～elfin'のビューティーボイス放送局～(準レギュラー)[2]

### 舞台
- コネクト・ライフ（2024年）[3]